# 下河乡 (云霄县)
下河乡，是中华人民共和国福建省漳州市云霄县下辖的一个乡镇级行政单位。

## 行政区划
下河乡下辖以下地区：
上窖村、新坡村、世坂村、孙坑村、新湖村、下河村、上河村、凤兴村、外龙村、内龙村、下洞村、坡兜村、车圩村、石屏村、后山村、龙透村、梅林村、七高示村、坡下村、仙石村、金坑村、曲溪村和三星村。